# Station Krusze
Station Krusze is een spoorwegstation in de Poolse plaats Krusze.
Lijn 10 Legionowo – Tłuszcz: 

0: Legionowo ·
1: Legionowo Piaski ·
3: Michałów Reginów ·
5: Wieliszew ·
8: Nieporęt ·
11: Beniaminów ·
12: Dąbkowizna ·
18: Radzymin ·
26: Emilianów ·
32: Krusze ·
36: Tłuszcz

Lijn 511 Chotomów – Legionowo Piaski: 

0: Chotomów ·
1: Legionowo Piaski
Lijn 13 Krusze – Pilawa: 

0: Krusze ·
3: Jasienica Mazowiecka (hoog) ·
10: Dąbrowica (Maz.) ·
20: Pustelnik ·
39: Grzebowilk ·
48: Sufczyn ·
56: Pilawa

Lijn 513 Jasienica Mazowiecka – Tłuszcz: 

0: Jasienica Mazowiecka (hoog) ·
4: Tłuszcz